# أولغا هيريرا مكبرايد
أولغا هيريرا مكبرايد (1937-2007) اكوادورية - أمريكية عالمة نبات و ناشطة دولية للحفاظ على البيئة.

## النشأة
ولدت أولغا سابينا هيريرا كارفاخال عام 1937 في غواياكيل، الإكوادور. درست في Colegio Normal Rita Lecumberry، وبعد ذلك درّست الإسبانية والإكوادورية والتاريخ والعلوم الطبيعية في المدارس الابتدائية والثانوية. في عام 1963، حصلت على شهادة التدريس في المدرسة الثانوية من جامعة غواياكيل، وفي العام التالي، حصلت على شهادة البكالوريوس في علم النبات. ثم درست في جامعة هيوستن وجامعة سانت لويس، والتي حصلت منها على درجة الماجستير في علم الأحياء.
التقت هيريرا بزوجها بروس ماكبرايد في سانت لويس.

## الحياه المهنية
عملت هيريرا ماكبرايد في حديقة نبات ميزوري على التصنيف، قبل انضمامها إلى Pontificia Universidad Católica del Ecuador في كيتو، حيث ترأست قسم علم الأحياء بين 1970-1972. شاركت في تأسيس علم المعشبة في الجامعة، وأودعت ما يقرب من 1500 مجموعة. من 1972 إلى 1975، انتقلت إلى كندا، حيث شاركت في أول تغطية شاملة للنباتات البرية في كولومبيا البريطانية. أولغا شاركت أيضًا في تأليف كتاب عن الأعشاب في أمريكا الوسطى.
في عام 1976، مثلت هيريرا ماكبرايد الإكوادور في المؤتمر الأول لاتفاقية التجارة الدولية في الأنواع المهددة بالانقراض من الحيوانات والنباتات البرية. عملت في مجلس الدفاع عن الموارد الطبيعية في واشنطن العاصمة والذراع الأمريكي للصندوق العالمي للحياة البرية.
كما عملت في البرنامج التعليمي لمحطة أبحاث تشارلز داروين في جزر غالاباغوس.
انضمت هيريرا ماكبرايد إلى قسم علم النبات في سميثسونيان كمحررة ومنسقة علمية متخصصة في علم النبات في المنطقة من المكسيك إلى أمريكا الجنوبية. شاركت في تأليف كتاب مراكز التنوع النباتي. أدارت دورات تدريبية بيئية ورصدت برنامج سميثسونيان للتنوع البيولوجي من 1995 إلى 2004. قامت بتحرير كتاب عن محمية بيني للمحيط الحيوي في بوليفيا، وقدمت تقارير عن غابات المايا في المكسيك وأمريكا الوسطى.

## وفاتها
توفيت هيريرا ماكبرايد في مدينة فيرفاكس بولاية فيرجينيا بسبب سرطان الرئة في 22 أبريل 2007.

## جوائز شرفية
تم تسمية نوعين نباتيين من الإكوادور على شرفها،  بالإضافة إلى Psychotria olgae، وهو نوع من الأشجار في حديقة Chagres الوطنية في بنما.

## منشورات مختارة
- "Flora of Panama. Part VI. Family 96. Polygalaceae". Annals of the Missouri Botanical Garden. ج. 56: 9. 1969. DOI:10.2307/2395163.
- Davis، S.D.؛ Heywood، V.H.؛ Herrera-MacBryde، O.؛ Villa-Lobos، J.؛ Hamilton، A.C.، المحررون (1997). Centres of Plant Diversity: A Guide and Strategy for Their Conservation, 3: The Americas. WWF and IUCN.
- Herrera-MacBryde، Olga؛ Dallmeier، Francisco؛ MacBryde، Bruce؛ Comiskey، James A.؛ Miranda، Carmen، المحررون (2000). Biodiversity, conservation and management in the region of the Beni Biological Station Biosphere Reserve, Bolivia. Smithsonian Institution.